# ألكسندر فاسين
ألكسندر فاسين (21 يونيو 1933 – 2 أبريل 2016) هو مبارز بالسيف يوغوسلافي راحل، مثّل بلاده في الألعاب الأولمبية الصيفية 1960.

## روابط خارجية
ألكسندر فاسين على موقع أوليمبيديا (الإنجليزية)